# Tang Ruizong
 Tang Ruizong (chiń. 唐睿宗), imię osobiste Li Dan (李旦), znany również jako Li Xulun (李旭輪), Li Lun (李輪), Wu Lun (武輪) i Wu Dan (武旦) (ur. 22 czerwca 662, zm. 13 lipca 716) – cesarz Chin z dynastii Tang, panujący w latach 684-690 (formalnie, faktycznie władzę sprawowała jego matka, Wu Zetian, która ostatecznie odsunęła go od władzy i ogłosiła się cesarzem), jako następca brata Zhongzonga i ponownie w latach 710-712, ósmy syn cesarza Gaozonga i czwarty cesarzowej Wu Zetian.
Jego drugie panowanie było następstwem zamachu stanu i otrucia cesarza Zhongzonga przez żonę, cesarzową Wei. Próba umieszczenia na tronie najmłodszego syna pary cesarskiej, Li Chongmao, jako cesarza Shanga nie powiodła się i nowym władcą został Ruizong. Wobec ciągłych napięć na dworze, uznając prognozy astrologów za przychylne dla zmiany cesarza, abdykował w 712 r. na rzecz syna Xuanzonga i po roku sprawowania władzy jako "cesarz-emeryt", w czasie którego zlikwidował wrogie synowi koterie, faktycznie usunął się ze sceny.